# حزب سوسیالیست تاجیکستان
حزب سوسیالیست تاجیکستان (تاجیکی: Ҳизби Сотсиалистии Тоҷикистон) یک حزب سیاسی در تاجیکستان است. این حزب در ۱۵ ژوئن ۱۹۹۶ بنیان‌گذاری و در ۶ اوت همان سال ثبت شد. این حزب روزنامه اتحاد (Иттиход) را منتشر می‌کند. صفرعلی کنجایف، رئیس پیشین حزب در سال ۱۹۹۹ در دوشنبه کشته شد. پیش از کشتن او، احتمال داشت که او برای ریاست جمهوری کشور نامزد شود.